# Hochspeler
Hochspeler är en bergstopp i Liechtenstein. Den ligger i den södra delen av landet, 8 km söder om huvudstaden Vaduz. Toppen på Hochspeler är 2 226 meter över havet eller 116 meter över den omgivande terrängen. Bredden vid basen är 1,1 km. Hochspeler ingår i Rhätikon.
Den högsta punkten i närheten är Vorder-Grauspitz, 2 599 meter över havet, 2,4 km söder om Hochspeler.